# Drużynowe Mistrzostwa Świata na Żużlu 1976
Drużynowe Mistrzostwa Świata na Żużlu 1976 – siedemnasta edycja w historii.

## Eliminacje

### Runda kontynentalna

#### Pierwszy ćwierćfinał
- 13 czerwca 1976 r. (niedziela),  Castiglione Olona
- Awans do półfinału kontynentalnego: 2 – RFN i Włochy

| Miejsce | Kraje    | Suma | Zawodnicy                                                                        | Pkt.       | Pkt bieg. |
| ------- | -------- | ---- | -------------------------------------------------------------------------------- | ---------- | --------- |
| 1       | RFN      | 34   | Hans Wassermann Christoph Betzl Alois Wiesböck Georg Gilgenreiner brak zawodnika | 12 9 7 6 - | b.d       |
| 2       | Włochy   | 32   | Paolo Noro Giuseppe Marzotto Luigi Bazan Mauro Ferraccioli Sandro Pastorelli     | 11 8 7 5 1 | b.d       |
| 3       | Holandia | 19   | Henny Kroeze Henk Steman Frits Koning Tonny Egges Frits Koppe                    | 7 7 4 1 0  | b.d       |
| 4       | Austria  | 10   | Hubert Fischbacher Josef Haider Peter Sattler Manfred Trisko Alex Taudtmann      | 4 4 1 0    | b.d       |

#### Drugi ćwierćfinał
- 13 czerwca 1976 r. (niedziela),  Krško
- Awans do półfinału kontynentalnego: 2 – Czechosłowacja i Węgry

| Miejsce | Kraje          | Suma | Zawodnicy                                                                      | Pkt.        | Pkt bieg. |
| ------- | -------------- | ---- | ------------------------------------------------------------------------------ | ----------- | --------- |
| 1       | Czechosłowacja | 42   | Josef Minařík Jan Hádek Jan Klokočka Petr Kučera rez. Václav Hejl              | 12 9 8 5    | b.d.      |
| 2       | Węgry          | 25+3 | István Sziraczky László Zahorán Pál Perényi János Szöke rez. János Jakab       | 10 6 5 4 ns | b.d       |
| 3       | Bułgaria       | 25+2 | Nikołaj Manew Angeł Eftimow Orlin Janakiew Iwan Dupałow rez. Christow Simeonow | 8 7 3 ns    | b.d       |
| 4       | Jugosławia     | 2    | Franc Sauperl Stefan Kekec Krešo Omerzel Jože Mausar rez. Franc Pribovsek      | 2 0 ns      | b.d       |

#### Półfinał
- 26 czerwca 1976 r. (sobota),  Landshut
- Awans do finału kontynentalnego: 2 – RFN i Czechosłowacja

| Miejsce | Kraje          | Suma | Zawodnicy                                                                          | Pkt.        | Pkt bieg. |
| ------- | -------------- | ---- | ---------------------------------------------------------------------------------- | ----------- | --------- |
| 1       | RFN            | 44   | Egon Müller Christoph Betzl Hans Wassermann Alois Wiesböck rez. Georg Gilgenreiner | 12 11 10 ns | b.d.      |
| 2       | Czechosłowacja | 33   | Jiří Štancl Josef Minařík Jan Hádek Jan Klokočka rez. Petr Ondrašík                | 11 8 6 5 3  | b.d.      |
| 3       | Włochy         | 13   | Giuseppe Marzotto Luigi Bazan Paolo Noro Mauro Ferraccioli Francesco Barbetta      | 7 3 2 1 0   | b.d       |
| 4       | Węgry          | 6    | István Sziraczky Pál Perényi László Zahorán János Jakab János Szöke                | 3 2 1 0 0   | b.d.      |

#### Finał
- 3 lipca 1976 r. (sobota),  Slaný
- Awans do Finału Światowego: 2 – Polska i Związek Radziecki

| Miejsce | Kraje             | Suma | Zawodnicy                                                                                  | Pkt.       | Pkt bieg. |
| ------- | ----------------- | ---- | ------------------------------------------------------------------------------------------ | ---------- | --------- |
| 1       | Polska            | 30   | Jerzy Rembas Zenon Plech Edward Jancarz Jan Mucha Marek Cieślak                            | 10 8 7 3 2 | b.d       |
| 2       | Związek Radziecki | 28   | Walerij Gordiejew Grigorij Chłynowski Wiktor Trofimow Władimir Gordiejew Michaił Starostin | 9 8 6 5 0  | b.d       |
| 3       | Czechosłowacja    | 24   | Jiří Štancl Jan Klokočka Václav Verner Josef Minařík Jan Hádek                             | 11 4 3 2   | b.d       |
| 4       | RFN               | 14   | Hans Wassermann Egon Müller Christoph Betzl Alois Wiesböck Georg Gilgenreiner              | 8 3 2 1 0  | b.d       |

### Runda skandynawska
- 30 maja 1976 r. (niedziela),  Tampere
- Awans do Finału Światowego: 1 – Szwecja

| Miejsce | Kraje     | Suma | Zawodnicy                                                                | Pkt.      | Pkt bieg. |
| ------- | --------- | ---- | ------------------------------------------------------------------------ | --------- | --------- |
| 1       | Szwecja   | 41   | Bengt Jansson Anders Michanek Bernt Persson Tommy Nilsson Sören Karlsson | 12 12 5 0 | b.d       |
| 2       | Norwegia  | 27   | Dag Lövaas Reidar Eide Edgar Stangeland Audun Ove Olsen Öyvind Berg      | 8 7 4 1   | b.d       |
| 3       | Dania     | 14   | Finn Thomsen Mike Lohmann Leif Berlin Alf Busk Finn Rune Jensen          | 6 5 1 1   | b.d       |
| 4       | Finlandia | 14   | Ila Teromaa Kai Niemi Veli Pekka Teromaa Markku Helminen Ari Koponen     | 7 4 2 1 0 | b.d       |

### Runda brytyjska
- 30 maja 1976 r. (niedziela),  Ipswich
- Awans do Finału Światowego: 1 – Australia

| Miejsce | Kraje         | Suma | Zawodnicy                                                                   | Pkt.       | Pkt bieg. |
| ------- | ------------- | ---- | --------------------------------------------------------------------------- | ---------- | --------- |
| 1       | Australia     | 40   | Billy Sanders Phil Crump John Boulger Phil Herne rez. Bob Humphries         | 12 10 9 ns | b.d       |
| 2       | Anglia        | 35   | Peter Collins Dave Jessup John Louis Malcolm Simmons rez. Martin Ashby      | 11 8 ns    | b.d       |
| 3       | Szkocja       | 12   | Brian Collins Jim McMillan Bobby Beaton George Hunter rez. Willie Templeton | 5 3 2 0 2  | b.d       |
| 4       | Nowa Zelandia | 8    | Bruce Cribb Colin Farquharson Larry Ross Dave Gifford rez. Jack Millen      | 4 3 1 0 ns | b.d       |

## Finał Światowy
- 19 września 1976 r. (niedziela),  Londyn – stadion White City

| Miejsce | Kraje             | Suma | Zawodnicy                                                                                       | Pkt.       | Pkt bieg. |
| ------- | ----------------- | ---- | ----------------------------------------------------------------------------------------------- | ---------- | --------- |
| 1       | Australia         | 31   | Phil Crump Phil Herne Billy Sanders John Boulger rez. Garry Middleton                           | 11 7 6 ns  | b.d       |
| 2       | Polska            | 28   | Edward Jancarz Marek Cieślak Zenon Plech Jerzy Rembas rez. Bolesław Proch                       | 9 7 6 5 1  | b.d       |
| 3       | Szwecja           | 26   | Anders Michanek Bernt Persson Lars-Åke Andersson Bengt Jansson rez. Christer Löfqvist           | 11 8 5 1 1 | b.d       |
| 4       | Związek Radziecki | 11   | Walerij Gordiejew Władimir Gordiejew Grigorij Chłynowski Wiktor Trofimow rez. Władimir Paznikow | 5 2 0 2    | b.d       |

## Tabela końcowa
| Miejsce | Kraj              |
| 1       | Australia         |
| 2       | Polska            |
| 3       | Szwecja           |
| 4       | Związek Radziecki |
| 5       | Norwegia          |
|         | Anglia            |
| 7       | Czechosłowacja    |
|         | Szkocja           |
|         | Dania             |
| 10      | RFN               |
|         | Finlandia         |
|         | Nowa Zelandia     |
| 13      | Włochy            |
|         | Węgry             |
| 15      | Bułgaria          |
|         | Holandia          |
| 17      | Austria           |
|         | Jugosławia        |